# Diocèse de Djougou
Le diocèse de Djougou (Dioecesis Diuguensis) est un diocèse de l'Église catholique au Bénin, dont le siège est à Djougou dans la cathédrale du Sacré-Cœur de Djougou.

## Évêques
- du 10 juin 1995 au 21 mars 2019 : Paul Vieira (Paul Kouassivi Vieira) † (1949-2019)[1]
- depuis le 12 février 2022 : Bernard Toha Wontacien (Bernard de Clairvaux Toha Wontacien), né en 1970[2]

## Territoire
Il comprend le département de Donga.

## Histoire
Le diocèse de Djougou est érigé le 10 juin 1995 par détachement du diocèse de Natitingou.